# Villa-Maria (métro de Montréal)
Pour les articles homonymes, voir Villa-Maria.
Villa-Maria est une station sur la ligne orange du métro de Montréal, située dans le quartier Notre-Dame-de-Grâce.
Elle rappelle l'ancien nom de la ville de Montréal. De plus, elle est à proximité du collège Villa Maria et de la maison-mère de la Congrégation de Notre-Dame de Montréal.

## Travaux d'accessibilité
Entre septembre 2019 et novembre 2022, la Société de transport de Montréal a réalisé des travaux majeurs à la station Villa-Maria afin de la rendre universellement accessible avec l'ajour de trois ascenseurs. En plus de l'installation des ascenseurs, les travaux ont également permis l'intégration d'une nouvelle infrastructure auxiliaire pour la ventilation du métro dans l'agrandissement Ouest de l'édicule, la réalisation de travaux mise à niveau de la boucle de bus située derrière la station, le réaménagement de la ligne de perception, et le remplacement des portes-papillon de l'édicule. Les travaux ont coûté 24,6 M$ aux gouvernements provincial et fédéral, dans le cadre du programme d'accessibilité. Les ascenseurs sont mis en service le 18 novembre 2022 et la station est devenue la 23e station accessible aux fauteuils roulants.

## Lignes d'autobus
|     | Service de Jour |
| 24  | Sherbrooke      |
| 103 | Monkland        |
| 162 | Westminster     |

## Édicules
- 4331, boul. Décarie

Cet édicule comporte quatre sorties: deux vers la rue Décarie, une vers une boucle d'autobus et la dernière connecte l'allée du Collège Villa-Maria. Un ascenseur relis l'édicule à la mezzanine pour les personnes en mobilités réduites. Une station de BIXI, un système de vélo en libre-service se trouve à proximité.

## Principales intersections à proximité
- boul. Décarie / av. Monkland

## Centres d'intérêt à proximité
- Académie Marymount (en)
- Collège Villa Maria
- École Notre-Dame-de-Grâce
- Maison mère de la congrégation de Notre-Dame
- Maison de la culture Notre-Dame-de-Grâce